# Stuart Baronets
Als Stuart Baronetcies bezeichnet man drei erbliche britische Adelstitel (Baronetcies), die an Personen mit dem Familiennamen Stuart verliehen wurden. Hiervon gehört je eine zur Baronetage of Nova Scotia, zur Baronetage of England und zur Baronetage of the United Kingdom.

## Verleihungen
Erstmals wurde am 28. März 1627 in der Baronetage of Nova Scotia der Titel Baronet, of Bute, für William Stuart, Gutsherr von Ardmaleish auf der Isle of Bute, geschaffen. Der 3. Baronet wurde 1703 auch zum Earl of Bute und der 4. Earl of Bute 1796 auch zum Marquess of Bute erhoben. Der 2. Marquess of Bute änderte 1805 den Familiennamen zu Crichton-Stuart. Die Baronetcy ist bis heute ein nachgeordneter Titel des jeweiligen Marquess.
Am 27. Juni 1660 wurde in der Baronetage of England der Titel Baronet, of Hartley Mauduit in the County of Southampton, für den Royalisten und späteren Unterhausabgeordneten Nicholas Stuart (auch Nicholas Steward) geschaffen. Seit dem Tod des kinderlosen 7. Baronet am 25. November 1939 ruht der Titel, da die nächstberechtigten Erben, ihren Anspruch auf den Titel seither nicht wirksam nachgewiesen haben.
Am 5. Mai 1841 wurde in der Baronetage of the United Kingdom der Titel Baronet, of Oxford in the County of Oxford, für den niederkanadischen Juristen und Politiker James Stuart geschaffen. Der Titel erlosch beim Tod des 4. Baronet am 5. Juni 1915.

## Liste der Stuart Baronets

### Stuart / Crichton-Stuart Baronets, of Bute (1627)
- Sir William Stuart, 1. Baronet († 1662)
- Sir Dugald Stuart, 2. Baronet († 1672)
- James Stuart, 1. Earl of Bute, 3. Baronet († 1710)
- James Stuart, 2. Earl of Bute, 4. Baronet († 1723)
- John Stuart, 3. Earl of Bute, 5. Baronet (1713–1792)
- John Stuart, 1. Marquess of Bute, 6. Baronet (1744–1814)
- John Crichton-Stuart, 2. Marquess of Bute, 7. Baronet (1793–1848)
- John Crichton-Stuart, 3. Marquess of Bute, 8. Baronet (1847–1900)
- John Crichton-Stuart, 4. Marquess of Bute, 9. Baronet (1881–1947)
- John Crichton-Stuart, 5. Marquess of Bute, 10. Baronet (1907–1956)
- John Crichton-Stuart, 6. Marquess of Bute, 11. Baronet (1933–1993)
- John Crichton-Stuart, 7. Marquess of Bute, 12. Baronet (1958–2021)
- John Crichton-Stuart, 8. Marquess of Bute, 13. Baronet (* 1989)

Titelerbe (Heir Presumptive) ist der Onkel des aktuellen Titelinhabers, Lord Anthony Crichton-Stuart (* 1961).

### Stuart Baronets, of Hartley Mauduit (1660)
- Sir Nicholas Stuart, 1. Baronet (1618–1710)
- Sir Simeon Stuart, 2. Baronet (1685–1761)
- Sir Simeon Stuart, 3. Baronet († 1779)
- Sir Simeon Stuart, 4. Baronet († 1816)
- Sir Simeon Stuart, 5. Baronet (1790–1868)
- Sir Simeon Stuart, 6. Baronet (1823–1891)
- Sir Simeon Stuart, 7. Baronet (1864–1939)

### Stuart Baronets, of Oxford (1841)
- Sir James Stuart, 1. Baronet (1789–1853)
- Sir Charles Stuart, 2. Baronet (1824–1901)
- Sir Edward Stuart, 3. Baronet (1832–1903)
- Sir James Stuart, 4. Baronet (1837–1915)